# Hudson Soft
Hudson Soft  és una desenvolupadora i distribuïdora japonesa fundada el 18 de maig de 1973. Encara que va començar el 1975 venent productes relacionats amb el mercat dels ordinadors, no va ser fins al 1984, quan Hudson va començar a produir videojocs per a la Famicom de Nintendo, obtenint un gran èxit. El primer títol de Hudson per la consola de Nintendo va ser Lode Runner, que es vengué a 1,2 milions d'unitats. Amb tot, no va ser el seu veritable joc destrossador. La sèrie Bomberman es convertia en una autèntica mina d'or per a la companyia, aparegué a totes les plataformes que existien. Aquest era el tipus de jocs d'acció ràpida que la companyia sabia fer.
Hudson va fer una joint venture amb NEC per a desenvolupar la consola PC Engine (Japó) / TurboGrafx 16 (Nord-amèrica). La PC Engine va tenir bastant de succés al Japó, segona solament darrere de la Famicom de Nintendo, però la consola va abastar pobrament (a causa d'un mal disseny estètic) els Estats Units i Europa, i com a resultat molt pocs jocs van ser traduïts (cap no va ser traduït per al mercat PAL europeu). A més, els cartutxos americans eren incompatibles amb les màquines japoneses/europees (les PAL europees eren les mateixes que les consoles japoneses, solament modificant el connector de corrent per connectors Scart). Després d'un llarg historial produint videojocs per a les consoles de Nintendo, Hudson es va unir amb Nintendo i van fundar una joint venture, Manegi Corporation al maig del 1998.
El 1993, el nombre de treballadors de la companyia era més de 400. Recentment van tornar a llançar alguns dels seus primers èxits per a la Nintendo GameCube al Japó en el qual anaven inclosos Adventure Island, Star Soldier i Lode Runner. La presència de la companyia a l'Amèrica del Nord va cessar fa diversos anys, però a causa de la seva continuïtat en el mercat, els jocs són llançats en el continent per altres distribuïdors (com Ubisoft).
A l'abril de 2005, Hudson Soft va esdevenir subsidiària de Konami. El 23 de març del 2006, a la conferència GDC (Game Developer Conference) a Califòrnia, el president de Nintendo, Satoru Iwata, va anunciar que oferiria retrocompatibilitat amb la TurboGrafx 16 a la virtual console en la seva videoconsola de nova generació, Wii.

## Llista de videojocs de Hudson Soft
- The Adventures of Dino Riki (NES)
- La saga Adventure Island
- Binary Land
- La saga Bloody Roar
- La saga Bomberman
- La saga Bonk
- Bubble Buster (ZX Spectrum)
- Cannon Ball (ZX Spectrum)
- Challenger (NES)
- Dream Mix TV: World Fighters (NGC)
- Driller Tanks (ZX Spectrum)
- Earth Light
- Elemental Gimmick Gear
- Eric and the Floaters (ZX Spectrum)
- Faxanadu (NES)
- Flight Game (codename) (Wii)
- Frog Shooter (ZX Spectrum)
- Game Boy Wars (Japan Only)
- Itasundorious (ZX Spectrum)
- Lode Runner (NES)
- La saga Mario Party excepte els jocs Arcade i Mario Party 9
- Milon's Secret Castle (NES)
- La saga Momotaro (consisteixen en videojocs de rol i de taula)
- Nectaris & Neo Nectaris (també Military Madness)
- Ninja Five-O (també Ninja Cop)
- Princess Tomato in the Salad Kingdom (NES)
- Rollerball (NES)
- La saga Star Soldier
- Stop the Express (ZX Spectrum)
- Tengai Makyou (també conegut com a Far East of Eden)
- Vegetable Crash (ZX Spectrum)
- Vertical Force (Virtual Boy)
- Xexyz (NES)